# ヴァレンティーノ・ブッキ国際作曲コンクール
ヴァレンティーノ・ブッキ国際作曲コンクール（伊: Concorso Internazionale di Composizione "Premio Valentino Bucchi"）はヴァレンティーノ・ブッキ国際音楽コンクールの一部門。直訳は「国際作曲コンクール"ヴァレンティーノ・ブッキ賞"」である。

## 歴史
ヴァレンティーノ・ブッキ（it:Valentino Bucchi）の死去に伴いブッキ財団（Fondazione Valentino Bucchi）が発足し、「同時代に生きる音楽家の奨励」を目指して設立された音楽コンクールの一部門である。以前は演奏のコンクールも併催されていた。
かつてはカテゴリーごとに賞金が小額ではあるが出され、10人以上の受賞者を同時に出していた時代もあったが、現在は優勝と佳作数作を出すのみである。
このコンクールは、2010年度までは、10人以上の審査員が採点に当たる、審査委員長が再選されない、要綱は「実名で請求」がなされたコンテスタントのみに支給される、全イタリアの音楽学校に要綱が発布されるなどしていたが、2011年度より要綱の若干の改定及びWEB開示が行われた。
最年少優勝はマウロ・ランツァ（Mauro Lanza）。日本人では岡谷かおり、久田典子、権代敦彦、田村文生、細川俊夫(1980)、森田泰之進(2002, 2009)、土屋雄、小坂咲子(2001)、日野原英彦(1993)、徳山美奈子(1990)、河島昌史、藤原豊、永田孝信、秋田和久、小泉香(2012)、山本哲也、折笠敏之、茂木宏文らが優勝及び入賞を果たしている。
2022年度に入ってもヴァレンティーノ・ブッキ国際音楽コンクール作曲部門は続いているが、演奏部門は休会している。